# Mosaic
NCSA Mosaic este un browser web întrerupt, unul dintre primele disponibile pe scară largă. A avut un rol esențial în popularizarea World Wide Web și a internetului general prin integrarea multimedia, cum ar fi textul și grafică. A fost numit pentru suportul său pentru mai multe protocoale de Internet, cum ar fi Hypertext transfer Protocol, File transfer Protocol, Network News transfer Protocol, și a fost folosit pentru a promova și a ajuta la dezvoltarea Internetului. Interfața sa intuitivă, fiabilitatea, suportul personal pentru calculator, Și instalarea simplă a contribuit la popularitatea sa în cadrul web-ului. Mosaic este primul browser care afișează imagini în linie cu text în loc de într-o fereastră separată. este adesea descris ca primul browser grafic, deși a fost precedat de WorldWideWeb, mai puțin cunoscutul Erwise, și ViolaWWW.
Mosaic a fost dezvoltat la National Center for Supercomputing Applications (NCSA) de la Universitatea Illinois din Urbana-Champaign începând cu sfârșitul anului 1992. NCSA l-a lansat în 1993, și a întrerupt oficial dezvoltarea și sprijinul la 7 ianuarie 1997.[11]
Începând cu 1995, Mosaic a pierdut cota de piață în fața Netscape Navigator și a avut doar o mică parte din utilizatori rămași până în 1997, când proiectul a fost întrerupt. Microsoft a licențiat Mosaic pentru a crea Internet Explorer in 1995.

## Istoric
După ce a încercat Violawww, David Thompson a demonstrat -o la NCSA Software Design Group. Acest lucru i -a inspirat pe Marc Andreessen și Eric Bina - doi programatori care lucrează la NCSA - pentru a crea mozaic. Andreessen și Bina au proiectat inițial și programat NCSA MOSAIC pentru sistemul de ferestre X Unix, numit Xmosaic la inceputul anului 1991. Apoi, în decembrie 1991, proiectul de lege Gore creat și introdus de atunci senatorul și viitorul vicepreședinte Al Gore, care a oferit finanțarea proiectului mozaic. Dezvoltarea a început în decembrie 1992. Marc Andreessen a anunțat prima lansare a proiectului, „Alpha/Beta Versiunea 0.5”, pe 23 ianuarie 1993. Versiunea 1.0 a fost lansată pe 22 aprilie 1993. Porturile către Microsoft Windows și Macintosh au fost lansate în septembrie. [12] Un port de mozaic către Commodore Amiga a fost disponibil până în octombrie 1993. NCSA MOSAIC pentru UNIX (X Window System) versiunea 2.0 a fost lansată pe 10 noiembrie 1993. Versiunea 1.0 pentru Microsoft Windows a fost lansată pe 11 noiembrie 1993. Din 1994 până în 1997 , Fundația Națională de Știință a susținut dezvoltarea ulterioară a Mosaicului.
Marc Andreessen, liderul echipei care a dezvoltat Mosaic, a părăsit NCSA și, cu James H. Clark, unul dintre fondatorii Silicon Graphics, Inc. (SGI) și alți patru foști studenți și personal al Universității din Illinois, a început Mosaic Communications Corporation. Mosaic Communications a devenit în cele din urmă Netscape Communications Corporation, producând Netscape Navigator. Popularitatea lui Mosaic ca browser separat a început să scadenavigator după lansarea din 1994 a Netscape Navigator, a cărei relevanță a fost remarcată în HTML Sourcebook: The Complete Guide to HTML: „Netscape Communications a conceput un nou-nou WWW Browser Netscape, care are îmbunătățiri semnificative peste programul original de mozaic. ": 332
În 1994, SCO a lansat Global Access, o versiune modificată a desktopului Open de la SCO UNIX, care a devenit primul produs comercial care a încorporat Mosaic. Cu toate acestea, până în 1998, baza de utilizatori Mosaic s -a evaporat aproape complet pe măsură ce utilizatorii s -au mutat în alte browsere web.

## Licențiere
Termenii de licențiere pentru NCSA Mosaic au fost generoși pentru un program software proprietar. În general, utilizarea necomercială a fost gratuită pentru toate versiunile (cu anumite limitări). În plus, versiunea X Window System/Unix a furnizat public codul sursă (codul sursă pentru celelalte versiuni a fost disponibil după semnarea acordurilor). Cu toate acestea, în ciuda zvonurilor persistente, Mosaic nu a fost niciodată lansat ca software open source în timpul scurtei sale domnii ca browser major; au existat întotdeauna constrângeri asupra utilizărilor permise fără plată.
Începând cu anul 1993, titularii de licențe au inclus următoarele:
- Amdahl Corporation

- Fujitsu Limited (produs: Infomosaic, o versiune japoneză a lui Mosaic. Preț: Yen5.000 (aprox. 50 USD)

- Infoseek Corporation (produs: Fără mozaic comercial. Poate utiliza Mosaic ca parte a unui efort de baze de date comerciale)

- Quadralay Corporation (versiunea pentru consumatori a mozaicului). De asemenea, folosind Mosaic în produsul său online de ajutor și informații, GWHIS. Preț: US$249)
- Quarterdeck Office Systems Inc
- Santa Cruz Operation Inc. (Produs: Încorporarea Mosaic în "SCO Global Access", un pachet de comunicații pentru mașinile Unix care funcționează cu SCO's Open Server. Execută un serviciu de e-mail grafic și accesează grupuri de știri.)
- SPRY Inc. (Produse: O suită de comunicare: Air mail, Air News, Air Mosaic etc., de asemenea, producând Internet într-o cutie cu o'Reilly & Associates. Preț: US$149–$399 pentru Air Series.)
- Spyglass, Inc. (Produs: Relicensing către alți furnizori. A semnat un acord cu Digital Equipment corp., care va livra Mosaic cu toate mașinile sale.)

## Caracteristici
Robert Reid observă că echipa lui Andreessen spera pentru a rectifica multe dintre neajunsurile prototipurilor foarte primitive care pluteau apoi în jurul internetului. Cel mai semnificativ, munca lor a transformat atractivitatea Web-ului de la utilizările de nișă în zona tehnică la atracția pieței de masă. În special, acești studenți de la Universitatea din Illinois au făcut două schimbări cheie în browserul web, ceea ce i-a stimulat hiper-atractivitatea: Au adăugat grafică la ceea ce era altfel plictisitor software bazat pe text. Și, cel mai important, au portat software-ul de la așa-numitele computere Unix, care sunt populare numai în cercurile tehnice și academice, la sistemul de operare [Microsoft] Windows, care este utilizat pe mai mult de 80% din computerele din lume, în special computerele personale și comerciale. 
Mosaic se bazează pe biblioteca libwww și astfel a susținut o mare varietate de protocoale de Internet incluse în bibliotecă: Archie, FTP, gopher, HTTP, NNTP, telnet, WAIS.
Mosaic nu este primul browser web pentru Microsoft Windows; acesta este cel mai puțin cunoscut Cello al lui Thomas R. Bruce. Versiunea Unix a lui Mosaic era deja faimoasă înainte ca versiunile Microsoft Windows, Amiga și Mac să fie lansate. În afară de afișarea imaginilor încorporate în text (mai degrabă decât într-o fereastră separată), setul original de caracteristici al lui Mosaic este similar cu browserele pe care a fost modelat, cum ar fi ViolaWWW. dar Mosaic a fost primul browser scris și susținut de o echipă de programatori cu normă întreagă, a fost fiabil și suficient de ușor pentru începători să instaleze, iar grafica inline s-a dovedit a fi extrem de atrăgătoare. Se spune că Mosaic a făcut Web-ul accesibil pentru persoana obișnuită pentru prima dată și a avut deja o cotă de piață de 53% în 1995.
Mosaic a fost primul browser care a explorat conceptul de adnotare colaborativă în 1993[28], dar nu a trecut niciodată de starea de testare.
Mosaic a fost primul browser care a putut trimite formulare unui server.

## Impact
Mosaic a condus la boom-ul internetului din anii 1990.:  În această perioadă au existat și alte browsere, cum ar fi Erwise, ViolaWWW, MidasWWW și tkWWW, dar nu au avut același efect ca Mosaic asupra utilizării publice a Internetului.
În numărul din octombrie 1994 al revistei Wired, Gary Wolfe notează în articolul intitulat „A început (a doua fază a) revoluției: nu te uita acum, dar Prodigy, AOL și CompuServe sunt toate deodată învechite – iar Mosaic este bine. pe cale de a deveni interfața standard mondială”:
   Când vine vorba de a sparge o paradigmă, plăcerea nu este cel mai important lucru. Este singurul lucru. Dacă acest lucru sună greșit, luați în considerare Mosaic. Mosaic este celebrul „browser” grafic care permite utilizatorilor să călătorească prin lumea informațiilor electronice folosind o interfață punct-and-click. Aspectul fermecător al lui Mosaic încurajează utilizatorii să-și încarce propriile documente pe net, inclusiv fotografii color, sunet, clipuri video și „linkuri” hipertext către alte documente. Urmând link-urile - faceți clic, și apare documentul legat - puteți călători prin lumea online pe căi ale capriciului și intuiției. Mozaicul nu este cel mai direct mod de a găsi informații online. Nici nu este cel mai puternic. Este doar cea mai plăcută modalitate și, în cele 18 luni de la lansare, Mosaic a incitat o val de entuziasm și energie comercială fără precedent în istoria rețelei.
Reid se referă, de asemenea, la site-ul lui Matthew K. Gray, Internet Statistics: Growth and Usage of the Web and the Internet, care indică un salt dramatic în utilizarea web în timpul introducerii lui Mosaic.
David Hudson este de acord cu Reid:
   Realizarea Mozaicului de către Marc Andreessen, bazată pe munca lui Berners-Lee și a teoreticienilor hipertextului dinaintea lui, este în general recunoscută drept începutul rețelei așa cum este cunoscut acum. Mosaic, primul browser web care a cucerit Masele Rețelei, a fost lansat în 1993 și a fost făcut accesibil publicului. Adjectivul fenomenal, atât de des suprautilizat în această industrie, este cu adevărat aplicabil la... „exploziei” în creșterea rețelei după ce Mosaic a apărut pe scenă. Începând cu aproape nimic, ratele de creștere a web-ului (citate în presă) care s-au situat în jurul a zeci de mii de procente pe perioade ridicol de scurte nu au fost o surpriză reală.
În cele din urmă, browserele web precum Mosaic au devenit aplicațiile ucigașe ale anilor 1990. Browserele web au fost primele care au adus o interfață grafică pentru instrumentele de căutare, bogatia în creștere a internetului de servicii de informații distribuite. Un ghid de la mijlocul anului 1994 listează Mosaic alături de instrumentele tradiționale de căutare a informațiilor orientate pe text ale vremii, Archie și Veronica, Gopher și WAIS, dar Mosaic le-a înglobat și le-a înlocuit rapid pe toate. Joseph Hardin, directorul grupului NCSA în cadrul căruia a fost dezvoltat Mosaic, a spus că descărcările erau de până la 50.000 pe lună la jumătatea anului 1994.
În noiembrie 1992, în lume existau douăzeci și șase de site-uri web și fiecare a atras atenția. În anul de lansare din 1993, Mosaic avea o pagină Ce este nou și era adăugată aproximativ un link nou pe zi. Acesta a fost un moment în care accesul la Internet se extindea rapid în afara domeniului său anterior al mediului academic și al marilor instituții de cercetare industrială. Cu toate acestea, disponibilitatea browserelor grafice Mosaic și derivate din Mosaic a fost cea care a determinat creșterea explozivă a Web-ului la peste 10.000 de site-uri până în august 1995 și milioane până în 1998. Metcalfe a exprimat rolul esențial al Mosaic astfel:
   În prima generație a Web-ului, Tim Berners-Lee a lansat standardele Uniform Resource Locator (URL), Hypertext Transfer Protocol (HTTP) și HTML cu prototipuri de servere și browsere bazate pe Unix. Câțiva oameni au observat că Web-ul ar putea fi mai bun decât Gopher.
   În a doua generație, Marc Andreessen și Eric Bina au dezvoltat NCSA Mosaic la Universitatea din Illinois. Câteva milioane au observat apoi brusc că Web-ul ar putea fi mai bun decât sexul.
   În a treia generație, Andreessen și Bina au părăsit NCSA pentru a găsi Netscape...
   — Bob Metcalfe

## Moștenire
Netscape Navigator a fost dezvoltat ulterior de Netscape, care a angajat mulți dintre autorii originali Mosaic; cu toate acestea, nu a partajat intenționat niciun cod cu Mosaic. Descendentul codului Netscape Navigator este Mozilla Firefox.
Spyglass, Inc. a licențiat tehnologia și mărcile comerciale de la NCSA pentru a-și produce propriul browser web, dar nu a folosit niciodată codul sursă NCSA Mosaic. Microsoft a licențiat Spyglass Mosaic în 1995 pentru 2 milioane USD, l-a modificat și l-a redenumit Internet Explorer. După o dispută de audit ulterioară, Microsoft a plătit Spyglass 8 milioane de dolari. Ghidul utilizatorului din 1995 The HTML Sourcebook: The Complete Guide to HTML, afirmă în mod specific, într-o secțiune numită Coming Attractions, că Internet Explorer „va fi bazat pe programul Mosaic”.: 331  Versiunile de Internet Explorer înainte de versiunea 7 menționau „Based on NCSA Mosaic” în caseta Despre. Internet Explorer 7 a fost auditat de Microsoft pentru a se asigura că nu conține cod Mosaic,[44] și, prin urmare, nu mai creditează Spyglass sau Mosaic.
După ce NCSA a încetat să lucreze la Mosaic, dezvoltarea codului sursă NCSA Mosaic pentru sistemul X Window a fost continuată de mai multe grupuri independente. Aceste eforturi independente de dezvoltare includ mMosaic (multicast Mosaic) care și-a încetat dezvoltarea la începutul anului 2004 și Mosaic-CK și VMS Mosaic.
VMS Mosaic, o versiune care vizează în mod special sistemul de operare OpenVMS, este unul dintre cele mai longevive eforturi de a menține Mosaic. Folosind suportul VMS deja încorporat în versiunea originală (Bjorn S. Nilsson a portat Mosaic 1.2 la VMS în vara anului 1993),[46] dezvoltatorii au încorporat o parte substanțială a motorului HTML de la mMosaic, o altă versiune defunctă a browserului. [47] ultima versiune (4.2), VMS Mosaic a acceptat HTML 4.0, OpenSSL, cookie-uri și diverse formate de imagine, inclusiv GIF, JPEG, PNG, BMP, TGA, TIFF și formate de imagine JPEG 2000. Browserul funcționează pe platformele VAX, Alpha și Itanium.
O altă versiune de lungă durată, Mosaic-CK, dezvoltată de Cameron Kaiser, a fost lansată ultima dată (versiunea 2.7ck9) pe 11 iulie 2010; o versiune de întreținere cu remedieri minore de compatibilitate (versiunea 2.7ck10) a fost lansată pe 9 ianuarie 2015, urmată de alta (2.7ck11) în octombrie 2015. Scopul declarat al proiectului este „Lynx cu grafică” și rulează pe Mac OS X , Power MachTen, Linux și alte sisteme de operare compatibile asemănătoare Unix.
1. ↑  Stewart, William. „Mosaic -- The First Global Web Browser”. Arhivat din original la 2 iulie 2007. Accesat în 22 februarie 2011.
2. ↑  „xmosaic 1.2 source code”. NCSA. 29 iunie 1994. Arhivat din original la 19 iunie 2016. Accesat în 2 iunie 2009.